# Apochthonius paucispinosus
Espèce
Apochthonius paucispinosus est une espèce de pseudoscorpions de la famille des Chthoniidae.

## Distribution
Cette espèce est endémique de Virginie-Occidentale aux États-Unis. Elle se rencontre dans la grotte Bennett Cave dans le comté de Tucker.

## Description
La femelle holotype mesure 1,77 mm.

## Publication originale
- Muchmore, 1967 : New cave pseudoscorpions of the genus Apochthonius (Arachnida: Chelonethida). Ohio Journal of Science, vol. 67, no 2, p. 89-95 (texte intégral).